# Hotel Berlin, Berlin
L'Hotel Berlin, Berlin (originariamente: Hotel Berlin) è un hotel a 4 stelle ed è uno dei più grandi hotel della Germania. Il complesso edilizio, ampliato più volte dal 1958, si trova nel quartiere Tiergarten di Berlino (distretto Mitte) in Lützowplatz.

## Storia
Al tempo, l'Hotel Berlin fu aperto nella parte occidentale di Berlino nel 1958. In origine, sul terreno bonificato dopo il 1945 tra Lützowplatz e Kurfürstenstrasse, era situata la villa distrutta dalla guerra in stile guglielmino, appartenente a Willy Huth, il fondatore della leggendaria Weinhaus Huth a Potsdamer Platz.
I primi lavori furono eseguiti da Paul Schwebes e Hans Schoszberger nello stile del modernismo postbellico. Nella realizzazione della facciata, l'elegante edificio di forma allungata mostrava un parallelismo con il Bikini-Haus recentemente completato e l'ingresso dell'hotel era orientato verso la Kurfürstenstrasse. Le fotografie del modello mostrano una torre di circa venti piani, simile all'Intercontinental Berlin costruito nello stesso periodo, ma che non è mai stata realizzata.
Negli anni '80 e nel 1996 l'edificio fu ampliato con altre due ali. Oggi l'albergo dispone di 701 camere e suite di sei categorie, numerosi ristoranti e bar. Possiede inoltre uno dei pochi ristoranti della città dotati di un giardino.
Nel 2006 la società svedese Pandox AB ha rilevato l'Hotel Berlin.
È uno dei più grandi hotel congressuali di Berlino. All'interno vi è un'area conferenze ed eventi con oltre 3000 m² di superficie totale. Nel complesso ci sono 48 sale per l'allestimento di eventi.

### Ulteriori approfondimenti
- Lorenzo Spagnoli, Berlino. XIX-XX secolo, Bologna, Zanichelli, 1993,  p. 228, ISBN 88-08-14174-8.
- (DE) Baukunst und Werkform, anno 12, 1958,  pp. 685-687.
- (DE) Architekten- und Ingenieurverein zu Berlin (a cura di), Berlin und seine Bauten, Teil VIII, Band B. Gastgewerbe, Berlino (Ovest), 1980,  p. 27, ISBN 3-433-00825-6.
- (DE) Martin Wörner, Hotel Berlin, Erweiterungsbau, in Martin Wörner et al. (a cura di), Architekturführer Berlin, 6ª ed., Berlino, Reimer, 2001,  p. 119, ISBN 3-496-01211-0.
- (DE) Adrian von Buttlar, Hotel Berlin, in Adrian von Buttlar, Kerstin Wittmann-Englert e Gabi Dolff-Bonekämper (a cura di), Baukunst der Nachkriegsmoderne. Berlin 1949–1979, Berlino, Reimer, 2013,  pp. 249-250, ISBN 978-3-496-01486-7.